# Bałtyka

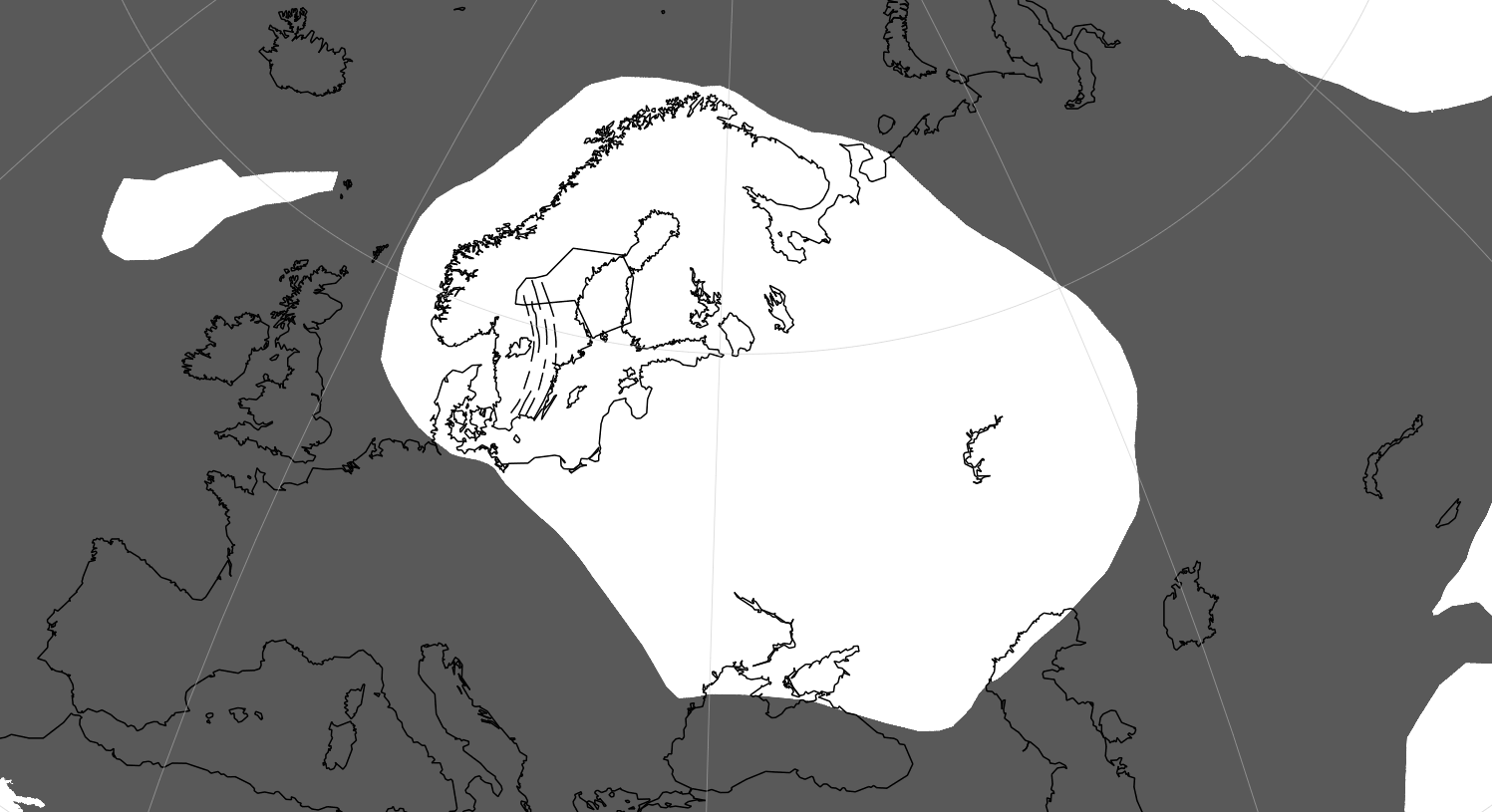
Zarys Bałtyki

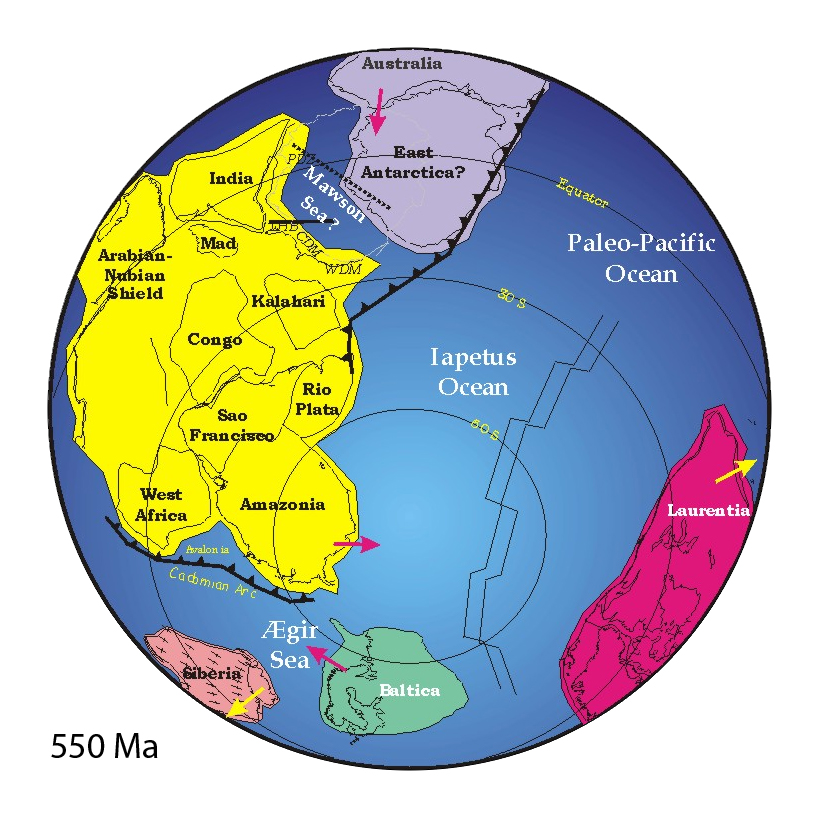
Kraton Bałtyki (zielony)

Bałtyka – kraton, do końca ordowiku samodzielny kontynent. Współcześnie odpowiada jej prekambryjska platforma wschodnioeuropejska. Pod koniec ordowiku kolidowała z Awalonią, kiedy to zapoczątkowane zostały wczesnokaledońskie ruchy górotwórcze (faza takońska). Pod koniec syluru wskutek kolizji z Laurencją weszła w skład Laurosji.